# Daisy Fellowes
Daisy Fellowes (nacida Marguerite Séverine Philippine Decazes de Glücksberg; París, 29 de abril de 1890–13 de diciembre de 1962, en París) fue una destacada socialite francesa, aclamada belleza, novelista y poetisa, editora francesa de la revista Harper's Bazaar, ícono de la moda y heredera de la fortuna de las máquinas de coser Singer.

## Primeros años
Conocida como Daisy, nació en París en 1890, rodeada de lujos y riqueza. Sus padres fueron Isabelle-Blanche Singer (1869-1896), hija del magnate Isaac Merritt Singer, y Jean Élie Octave Louis Sévère Amanien Decazes de Glücksberg (1864-1912), 3er duque de Decazes y duque de Glücksberg. Después del suicidio de su madre, ella y sus dos hermanos fueron educados por su tía materna, Winnaretta Singer, princesa Edmond de Polignac, una notable mecenas de las artes, particularmente la música, que ejerció gran influencia en la joven Daisy.

## Primer matrimonio
Su primer esposo, con quien se casó el 10 de mayo de 1910 en París, fue Jean Amédée Marie Anatole de Broglie, príncipe de Broglie (nacido en París el 27 de enero de 1886). Según los informes, murió de gripe el 20 de febrero de 1918 mientras servía en el ejército francés en Muaskar, Argelia, aunque observadores maliciosos murmuraron que en realidad se suicidó cuando su homosexualidad quedó expuesta.
Tuvieron tres hijas: 
- Princesa Emmeline Isabelle Edmée Séverine de Broglie (16 de febrero de 1911 - 10 de septiembre de 1986). Casada con Marie Alexandre William Alvar de Biaudos, conde de Castéja (6 de abril de 1907 - 6 de julio de 1983) en Neuilly, 8 de noviembre de 1932. Acusada de Colaboracionismo durante la Segunda Guerra Mundial, Emmeline de Castéja pasó cinco meses en la prisión de Fresnes, Francia.[2]
- Princesa Isabelle Marguerite Jeanne Pauline de Broglie (27 de julio de 1912 - 18 de julio de 1960). Casada con Olivier Charles Humbert Marie, marqués de La Moussaye (26 de marzo de 1908 - 20 de octubre de 1988) en Neuilly, el 3 de junio de 1931. Divorciados en París, el 13 de abril de 1945. Isabelle de La Moussaye fue novelista.
- Princesa Jacqueline Marguerite de Broglie (5 de enero de 1918 - 26 de febrero de 1965). Casado con Alfred Ignaz Maria Kraus (Sarajevo, 28 de noviembre de 1908–?) en Neuilly, Francia, el 6 de octubre de 1941. Divorciados en Münster, el 3 de febrero de 1958. Cuando su esposo, un gerente de electrónica de Siemens que hizo de agente de contraespionaje para el Abwehr—[3] que fue acusado de traicionar a miembros de la Resistencia francesa durante la Segunda Guerra Mundial para proteger a su esposa, también miembro de la Resistencia, a Jacqueline Kraus se le afeitó la cabeza como castigo.[4]

De sus hijos Broglie, Daisy Fellowes, notoriamente cáustica, dijo una vez: "La mayor, Emmeline, es como mi primer marido, pero mucho más masculina; la segunda, Isabelle, es como yo, sin agallas; [y] la tercera, Jacqueline, era el resultado de un hombre horrible llamado Lischmann ... ".

## Segundo matrimonio
Su segundo esposo, con quien se casó el 9 de agosto de 1919 en Londres, fue el Honorable Reginald Ailwyn Fellowes (1884–1953). Se trataba de un banquero, hijo de William Fellowes, segundo barón de Ramsey, y a través de su madre, Lady Rosamond Spencer-Churchill, primo de Winston Churchill y del 9º duque de Marlborough.
Tuvieron una hija, Rosamond Daisy Fellowes (1921–1998). Se casó con su primer esposo en 1941 (se divorciaron en 1945), el capitán James Gladstone, y tuvo un hijo, James Reginald (nacido en 1943). Se casó con su segundo esposo en 1953 (divorciados), Tadeusz Maria Wiszniewski (1917–2005); tuvieron una hija, Diana Marguerite Mary Wiszniewska (nacida en 1953).
El matrimonio, junto con su hija y las tres hijas mayores de Fellows, residían entre varias de sus propiedades, todas en lugares de moda, incluyendo la villa Les Zoraides de Cap Martin, en la Riviera Francesa. Allí hospedaron a famosos invitados, como Winston Churchill, que pintó algunos paisajes de la villa.

## Relaciones
Daisy Fellows fue famosa en su momento por llevar una vida liberal, con numerosos amantes, entre ellos Duff Cooper, embajador británico en Francia. Según los rumores también intentó seducir a Winston Churchill, poco antes de casarse con su primo Reginald Fellowes, pero fracasó.

## Trabajos literarios
Fellowes escribió varias novelas y al menos un poema épico. Su obra más conocida es Les dimanches de la comtesse de Narbonne (1931, publicada en inglés como "Sundays"). También escribió la novela Gatos en la Isla de Man.

## Icono de la moda
Era conocida como una de las modelos de moda más atrevidas del siglo XX, posiblemente la mecenas más importante de la modista surrealista Elsa Schiaparelli. También era amiga de la diseñadora de joyas Suzanne Belperron, y fue también una importante clienta de la joyería Cartier.

## Muerte
Daisy Fellowes murió el 13 de diciembre de 1962 en su hotel particular en París, en el número 69, rue de Lille.